# Савицький Володимир Дем'янович
Савицький Володимир Дем'янович (нар. 24 вересня 1967 — 6 вересня 2022) — капітан Збройних сил України, учасник російсько-української війни.

## Життєвий шлях
Закінчив Ліцей № 6 м. Житомира, ДНЗ «Вищого професійного училища будівництва і дизайну» (ПТУ-1) (Філія ЦПТО м. Житомира).
Закінчив Полтавське вище зенітне ракетне командне училище.
У мирному житті Володимир Савицький був кадровим військовим, закінчив військове училище, згодом почав займатися бізнесом, тренував дітей в одному з житомирських карате-клубів.

В 2014 році пішов добровольцем до 95-тої окремої десантно-штурмової бригади З весни 2014 року пішов захищати східний кордон України, у жовтні 2014 року — боронив Донецький аеропорт.

«Це людина з великої літери, – каже друг загиблого військового Валерій. – Він був одним із командирів, які захищали Донецький аеропорт — їх прозвали „кіборгами“. А ще він був простою людиною і, водночас, гордістю нашої нації. Якби таких, як він, було більше, то все було б по-іншому, і світ був би іншим».
В 2022 році знову повернувся на фронт до складу 46-тої окремої аеромобільної бригади, командир роти.
Загинув Володимир Савицький шостого вересня — пішов з побратимами на завдання, де вони потрапили під артобстріл.
У 54-річного Володимира Савицького лишилася дружина та два сини.
12 жовтня 2022 р. похований в Житомирі, на Смолянському військовому цвинтарі

## Нагороди
Указом Президента України № 735/2022 від 25 жовтня 2022 року, нагороджений орденом «Богдана Хмельницького» ІІІ ступеня посмертно